# 15913 Telemachus
15913 Telemachus è un asteroide troiano di Giove del campo greco. Scoperto nel 1997, presenta un'orbita caratterizzata da un semiasse maggiore pari a 5,1968249 UA e da un'eccentricità di 0,0590636, inclinata di 7,25069° rispetto all'eclittica.
L'asteroide è dedicato a Telemaco, figlio di Ulisse.